# نیوله سابایته
نیوله سابایته (انگلیسی: Nijolė Sabaitė؛ زادهٔ ۱۲ اوت ۱۹۵۰) دونده دو نیمه‌استقامت، و ورزشکار دو و میدانی اهل لیتوانی است.